# Tribomètre

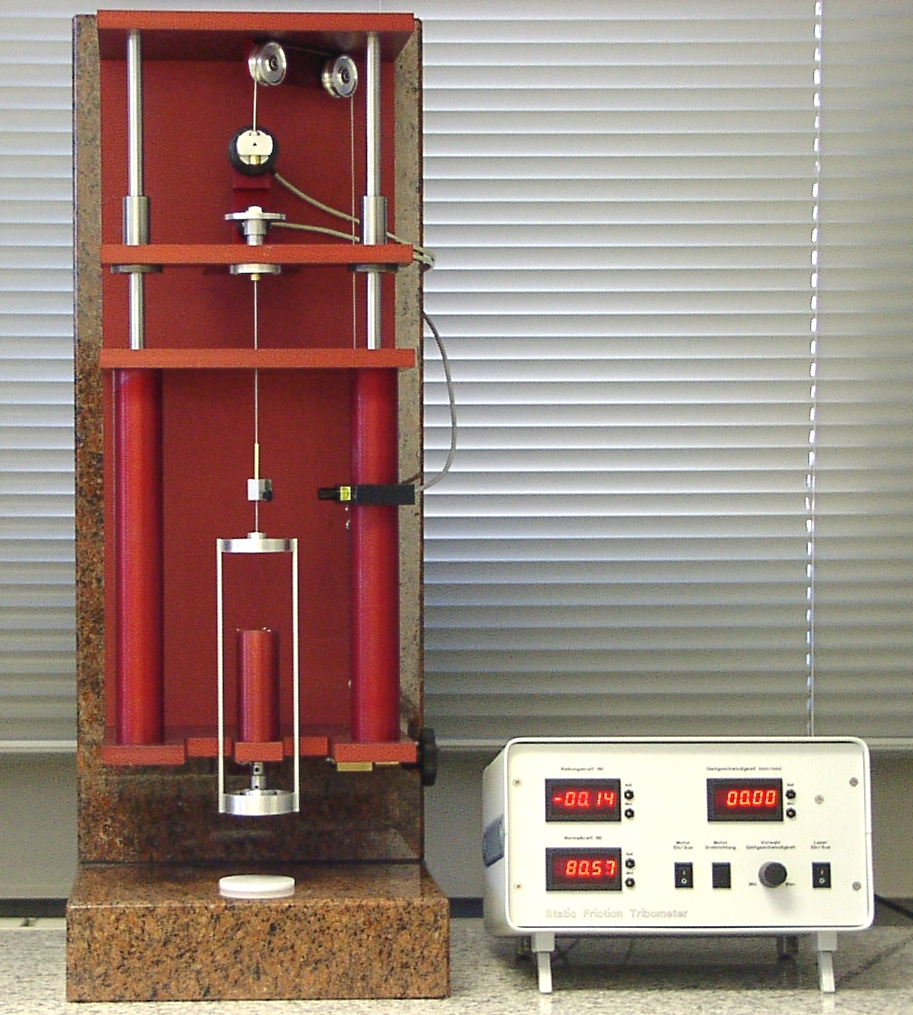
Exemple de tribomètre.

Un tribomètre est un appareil utilisé pour mesurer en particulier le coefficient de frottement entre deux surfaces en contact, μ, et la durée de vie des lubrifiants, en simulant différentes conditions tribologiques.

## Origine
Les premières études empiriques sur les forces de friction sont attribuées à Léonard de Vinci, en particulier dans le Codex Forster. En effet, malgré la désignation relativement récente du domaine de la tribologie, des études quantitatives sur les frictions peuvent être datées vers 1493, lorsque Léonard de Vinci a noté pour la première fois les deux « lois » fondamentales des frictions. Cela a été démontré en 2016, dans une étude britannique de la partie des carnets de Léonard de Vinci traitant de la tribologie, réalisée par Ian M. Hutchings, professeur à l’Université de Cambridge.
Le tribomètre a été inventé par le physicien néerlandais Pieter van Musschenbroek au XVIIIe siècle. Son invention a été ensuite utilisée par des physiciens, tels que Jean Antoine Nollet ou Giovanni Poleni, pour leurs propres travaux.

Tribomètre
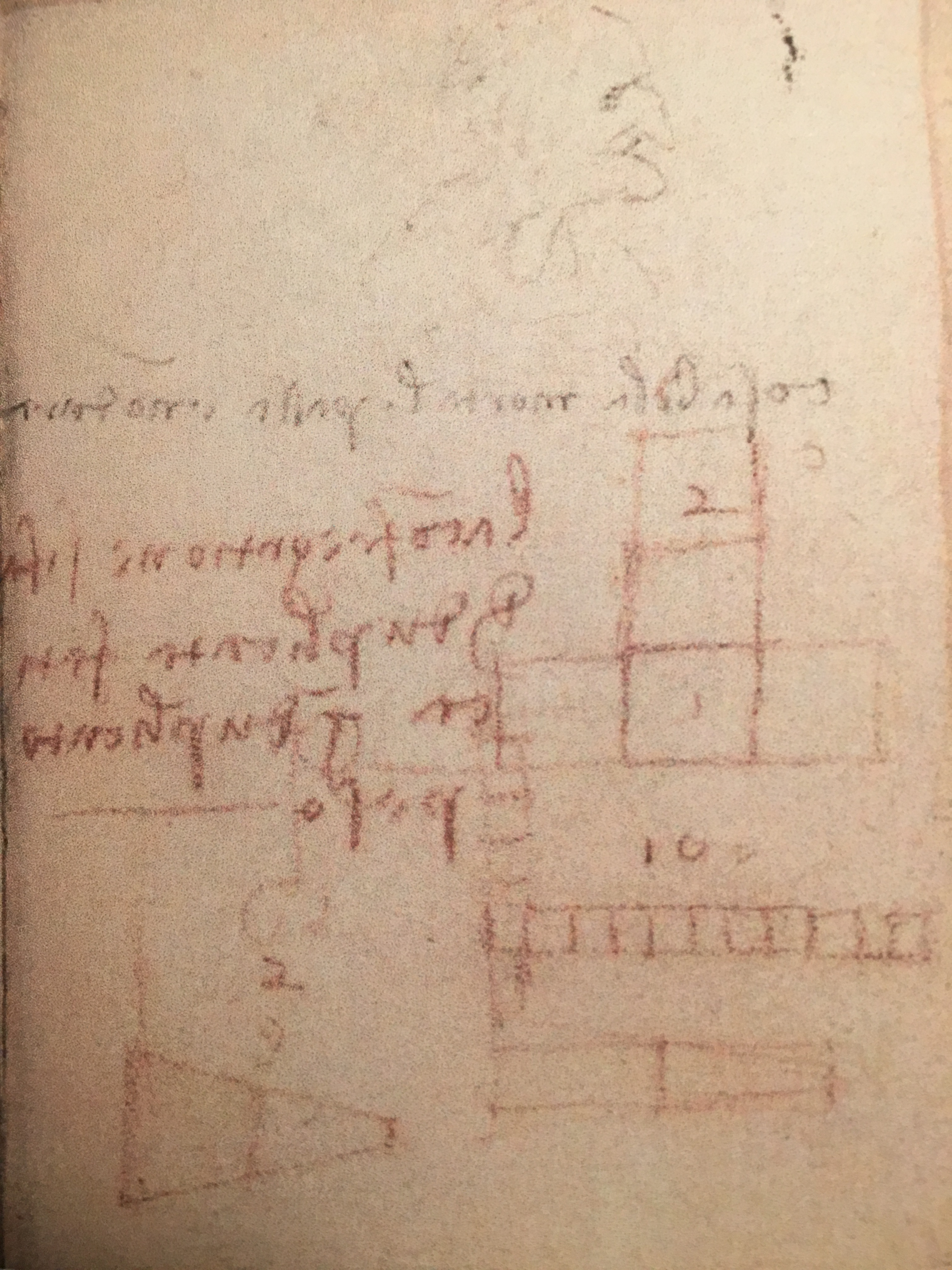
Les gribouillis de Léonard de Vinci, dans le Codex Forster III
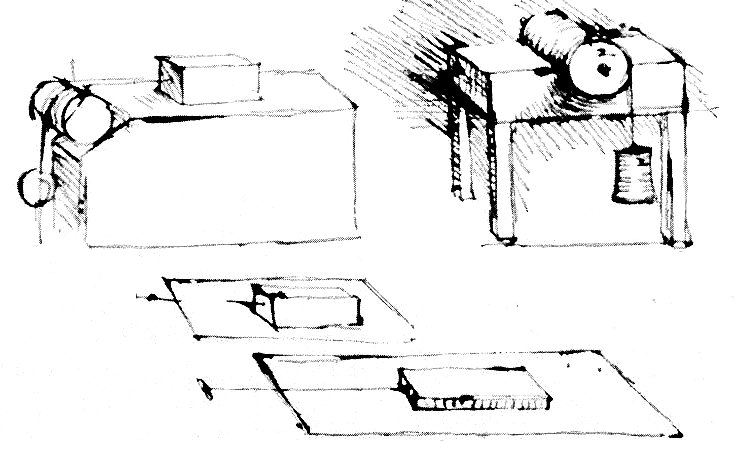
Premières études empiriques sur les forces de friction, attribuées à Léonard de Vinci (vers 1493)
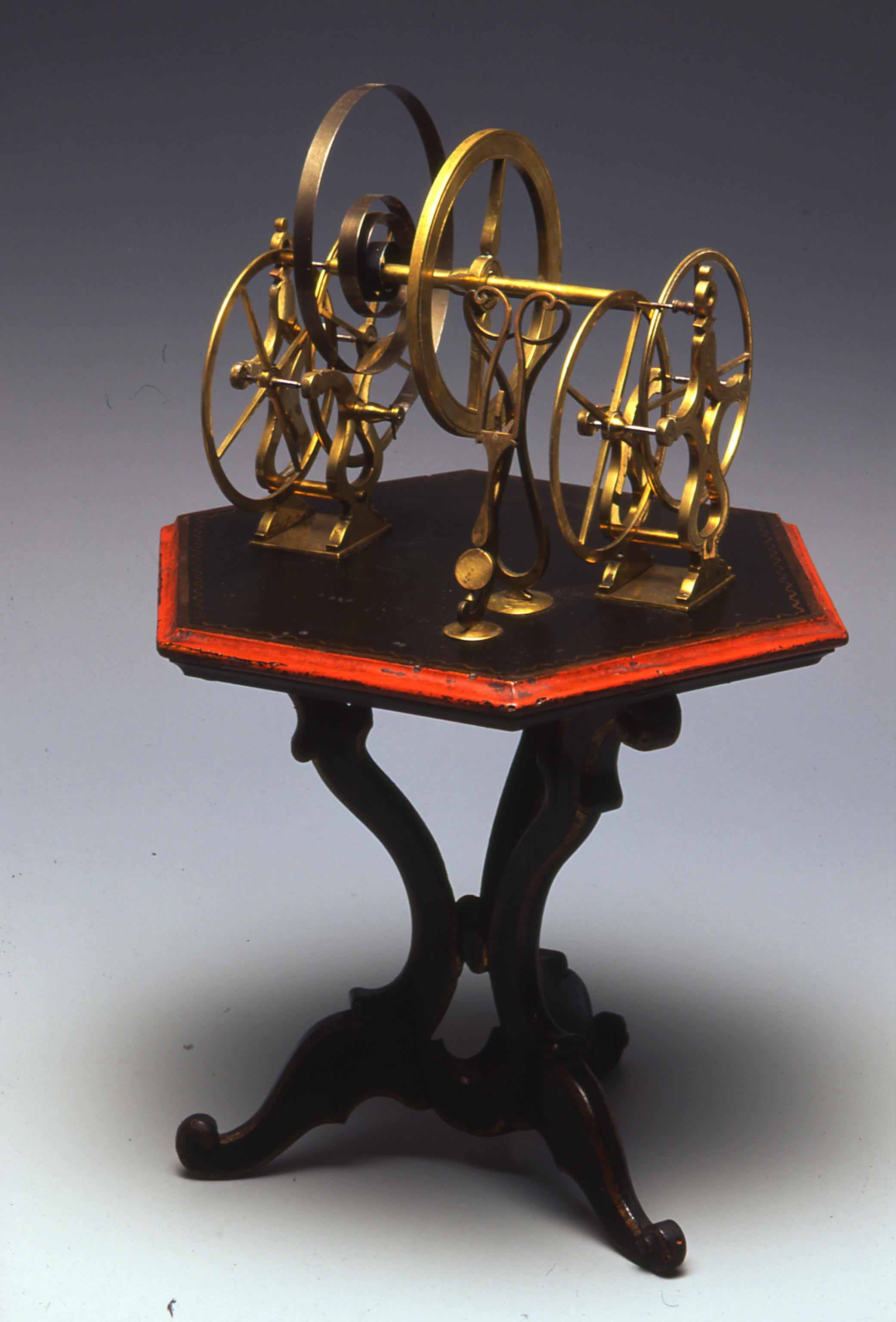
Ancienne collection de Jean Antoine Nollet (1742), musée d'histoire de la physique de Padoue (it).

## Exemple de dispositif de contact

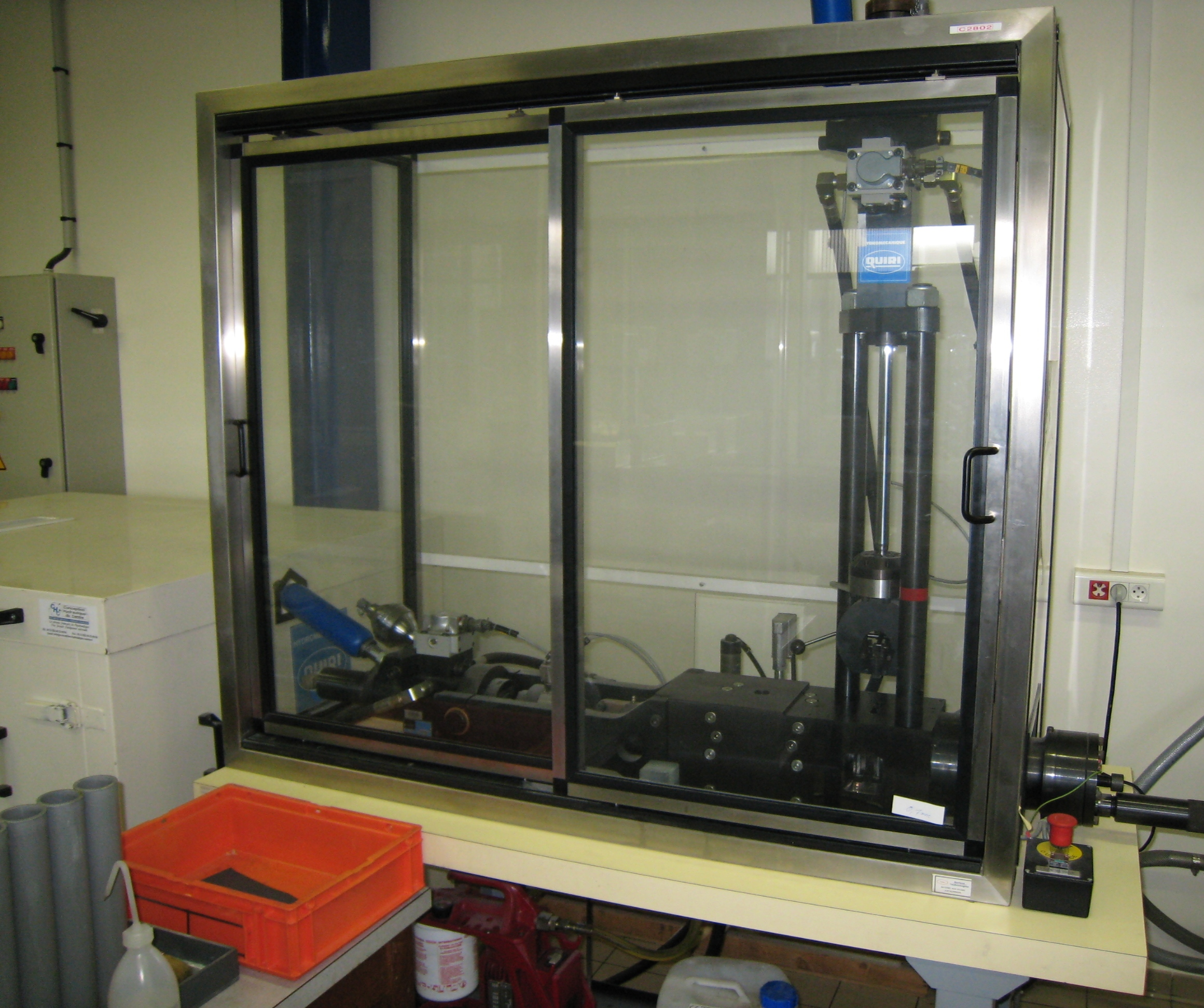
Un type de tribomètre. Évaluation de la performance d'un revêtement sur tôle métallique.
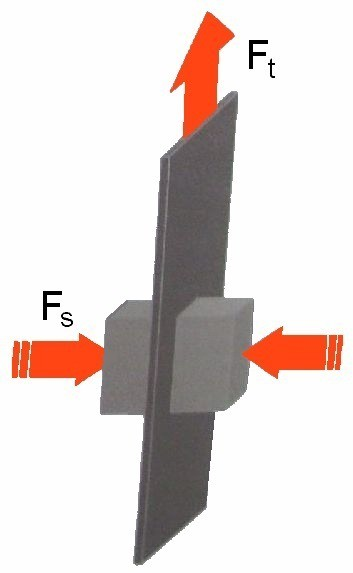
Schéma de principe correspondant.

Pour ce système, l'éprouvette est serrée entre deux mâchoires avec une force Fs. On relève la force de traction Ft. Le coefficient (ou facteur) de frottement est déterminé par

## Utilisation actuelle
C'est aussi le nom général donné à une machine ou à un appareil utilisé pour effectuer des tests et des simulations d'usure, de frottement et de lubrification qui font l'objet de l'étude de la tribologie.
Souvent ces appareils sont extrêmement spécifiques dans leur fonction et sont réalisés par des fabricants qui désirent tester et analyser la performance à long terme de leurs produits. Un exemple est celui des fabricants d'implants orthopédiques qui ont dépensé des sommes considérables pour développer des appareils de tests reproduisant avec précision les mouvements et les forces qui se produisent dans les articulations de la hanche humaine, de sorte qu'ils puissent effectuer des tests d'usure accélérée de leurs prothèses avant commercialisation.